# Kairouan
Kairouan (tudi Al Kairouan, arabsko القيروان, Al Qayrawan) je mesto in guvernat v osrednji severni Tuniziji. Znano je po verskem pomenu za muslimane – med sunitskimi muslimani velja za četrto najbolj sveto mesto islama (sledeč Meki, Medini in Jeruzalemu) ter najbolj sveto mesto Magreba. Prav tako je romarsko središče. Ocenjena populacija je 110.280 (ocena 1998).
Pomembne so mavrske in saracenske zgradbe iz 9. stoletja, prav tako pa je najti tudi rimske in staroarabske ostanke. V preteklosti je bil Kairouan pomembna utrdba, o čemer priča tudi obzidje s stolpiči. Versko najpomembnejša zgradba je Velika mošeja v osrčju mesta. Minaret te mošeje ji bil, po mnenju strokovnjakov, postavljen okoli leta 730 in naj bi bil zaradi še stoječih temeljev najstarejši stoječi minaret na svetu. Vstop v mošejo dolgo časa ni bil dovoljen nemuslimanom zaradi religioznih razlogov.
Edinstvene so tudi velike umetne kotanje vode, katerih prve so bile zgrajene okoli 1200 let nazaj v času vladanja Aglabidov ter so oskrbovale mesto s svežo vodo.
Ekonomija mesta temelji na trgovini, saj kraj velja za trgovski center zlasti žitaric, olivnega olja, ovac in volne, kož ter ročnih izdelkov. Posebej znamenito pa je tapetarstvo, ki slovi po svoji nadzorovani kvaliteti.
Mesto z drugimi kraji povezujejo regionalne ceste ter železnica. Od prestolnice Tunis je oddaljeno okoli 160 km na jug, od bližnjega obalnega mesta Sousse pa približno 67 km na jugozahod.

## Verski pomen
Ime kraja pomeni mali Kairo, zaradi množice mošej v kraju je ta znan tudi kot Mesto petdesetih mošej. Obstajata dve legendi o tem, kako je nastalo versko mesto, obe povezani z znamenitim vodnim izvirom Bi'r Barouta. Prva govori o muslimanskem osvajalcu po imenu Uqba bin Nafi I-Fihri, ki je na tem kraju v zemljo zapičil palico, ven pa je pritekla voda. Druga pa pripoveduje o vodnem izviru, ki je že bil na mestu; v njem je taisti osvajalec našel zlato posodo, ki jo je izgubil v izviru Zamzam v Meki. Slednje predstavlja dokaz, da sta kraja povezana s podzemno reko, zato je lokalni izvir svet. Pitje iz tega izvira pa slehernega muslimana odveže potrebe po dolgem in dragem romanju v Meko.

## Zgodovina
Začetki mesta segajo v leto 670, ko je naselje ustanovil arabski emir v času velikih arabskih osvajanj. Pomembno zgodovinsko obdobje je čas province Ifrika (8. stoletje), katere metropola je bil Kairouan, ter čas dinastije Aglabidov v 9. stoletju, ko je bilo mesto prestolnica Tunizije. 11. stoletje je prineslo vladavino Ziridov, 15. stoletje pa vladavino Almoravidov. V novejši zgodovini je prišlo pod francosko oblast skupaj s preostalo Tunizijo (leta 1881).